# Miconia melinonis
Miconia melinonis är en tvåhjärtbladig växtart som beskrevs av Charles Victor Naudin. Miconia melinonis ingår i släktet Miconia och familjen Melastomataceae.
Artens utbredningsområde är Franska Guyana. Inga underarter finns listade i Catalogue of Life.